# شوزم شثي الأوراق
شوزم شثي الأوراق (الاسم العلمي:Psiadia dodonaeifolia) هو نوع من النباتات يتبع جنس الشوزم من الفصيلة النجمية.